# ピトケアンPCA-2
ピトケアン PCA-2
- 用途：汎用オートジャイロ
- 分類：オートジャイロ
- 設計者：ハロルド・ピトケアン
- 製造者：「ピトケアン シエルヴァ オートジャイロ カンパニー」
- 初飛行：1931年
- 生産数：20～30機
- 運用状況：退役

ピトケアン PCA-2(Pitcairn PCA-2)は、1930年代初頭にアメリカで開発されたオートジャイロである。

## 概要
ハロルド・F・ピトケアンが、量産販売するために初めて設計したオートジャイロで、飛行機のような胴体に、開放式タンデムコックピット、機首エンジン、機首牽引プロペラ、を備えたデザインであった。推進時には、4翔メインローターが主揚力を担うが、低単葉翼が発生させる揚力によって補強・増強された。この主翼は機体のコントロールも担っており、主翼端には安定性を高める上反角のウイングレットが付いていた。

## 運用履歴
PCA-2はアメリカで初めて型式認証を取得した回転翼機で、ホワイトハウスの芝生に着陸し、アメリカ全土を初飛行するなど、数々の注目の活動に使用された。この後者の偉業は、アメリア・イアハートによって試みられたが、実際には1931年5月28日に、イアハートの9日前に飛行を完了したジョン・M・ミラーによって、彼のPCA-2 ミッシングリンクによって達成された。カリフォルニアに到着したミラーの功績を知ったイアハートは、再び東へ飛んで往復記録に変えようとしたが、3回の墜落事故の後、その試みを放棄した。イアハートは1931年4月8日にPCA-2で高さ18,415フィート(5,615メートル)の高度記録を樹立した。この記録は、1932年9月25日に、別のPCA-2で、21,500フィート(6,600 m)を飛んだ、ルイス・ヤンシーによって破られた。
1931年、デトロイトニュースは、制限されたスペースから離陸し、低高度でうまく飛行し、より良いカメラショットのためにセミホバリングする能力のために、ニュース航空機として使用するために、PCA-2を購入した。1933年5月、スクリプスはミシガン州ディアボーンにあるヘンリー・フォード博物館にオートジャイロを寄贈した。 

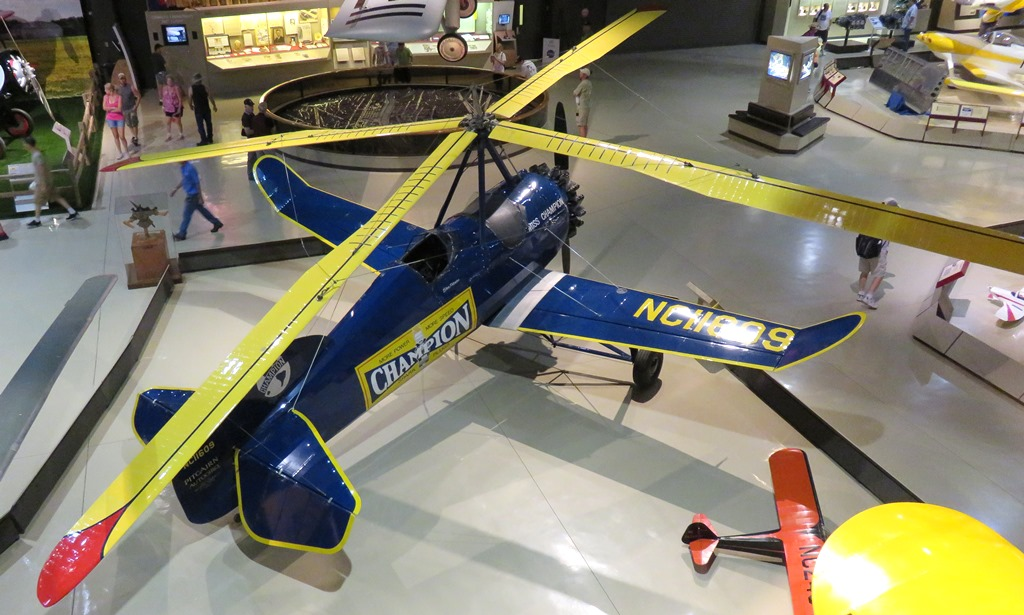
展示中のピトケアン PCA-2 ミス・チャンピオン

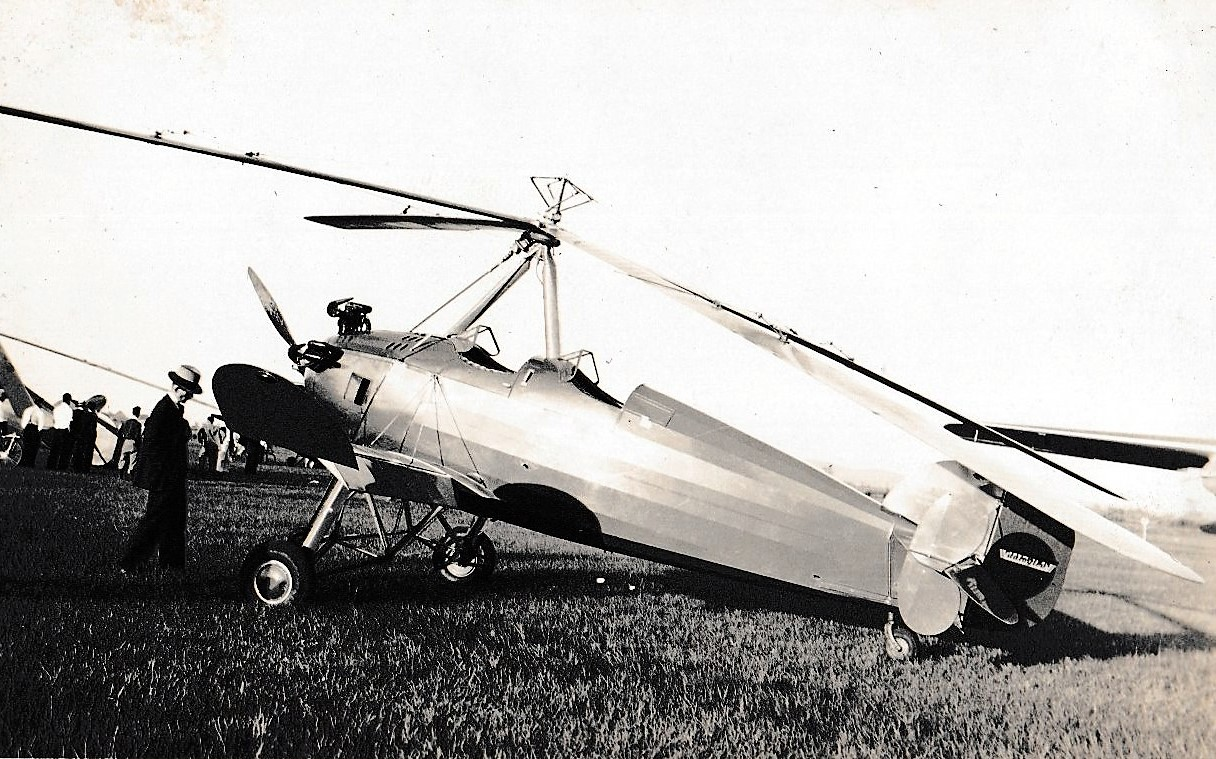
ケベック州セントヒューバートのピトケアンオートジャイロ NC-12681。1932年8月19日

チャンピオン・スパークプラグ社は、1931年と1932年に、「ミス・チャンピオン」という名のプロモーションマシンとして、PCA-2を運用した。1931年のフォード国立信頼性航空ツアーで6,500マイル以上飛行した。 この機体はハロルドの息子スティーブ・ピトケアンによって1982年に飛行状態に復元された。2005年、EAAエアベンチャーミュージアムに寄贈された。他のPCA-2達はヘンリー・フォードとカナダ航空博物館で保存されている。

## バリエーション
- PCA-2 - 主生産型
- PCA-3 - プラット・アンド・ホイットニーワスプジュニアエンジンと14.63 mローター
- PA-21 - ライト R-975-E2エンジンを搭載したバージョン
- OP-1 - 偵察オートジャイロ。1931年にアメリカ海軍が試験のために買収した2機の航空機は、限られた成功を収めた。

## 諸元
- 乗員:1名（パイロット）
- 定員:2名
- 全長:7.04 m
- 翼幅:9.14 m
- 翼型:NACA M-3 mod
- 空虚重量:1,013 kg
- 総重量:1,361 kg
- エンジン:ライトR-975(J6-9) 9気筒空冷星型ピストンエンジン 330 馬力(250 kW)
- メインローター直径:13.72 m
- メインローター回転面積:147 ㎡ 4翔ワイヤーブレースローター
- 推進用プロペラ:2翔固定ピッチ木製プロペラ
- 最高速度:時速190 km
- 航続距離:470 km
- 上昇限度:4,575 m
- 最大滑空比:4.8

## External links
- "Will Autogiro Banish Present Plane?", Popular Science. March 1931, pg 28
- A Pitcairn PCA-2 piloted by Claude Owens lands on the Civic Center Plaza in San Francisco in January 1932. Universal Newsreel.